# Старая ратуша (Братислава)
Старая ратуша (словац. Stará radnica) в Братиславе — одно из старейших зданий города и старейшая ратуша в Словакии, расположена между Главной площадью и площадью Примаса.
Братиславская ратуша построена в готическом стиле. Башня датируется XIII веком, само же здание пристройки было завершено к XV веку. После землетрясения 1599 года ратуша была реконструирована в стиле ренессанс, а после пожара в XVIII веке были добавлены элементы барокко. В 1912 году к башне ратуши было пристроено крыло, сочетающее стили неоготики и неоренессанса.
В конструкцию ратуши включены четыре различных дома, известные ныне под названием: дом Иакова, дом Павера, дом Унгера и дворец Аппоньи.
Ратуша использовалась как место для городского совета в XV-XIX вв. Также в здании в разное время находились архив, монетный двор и тюрьма. В 1903 году городской совет завершил переговоры с архиепископом Эстергома о выкупе соседнего бывшего Дворца примасов (словац. Primaciálny palác) для перевода в него городской администрации. В настоящее время в Старой ратуше расположен музей. Среди экспонатов музея особое внимание привлекают доспехи и оружие эпохи средневековья, инструменты для пыток, миниатюры и картины, а также пушечное ядро — исторический след пребывания войск Наполеона Бонапарта в далёком 1809 году.